# 쭤잉구

쭤잉 구의 위치

쭤잉구(한국어: 좌영구, 중국어: 左營區, 병음: Zuǒyíng Qū)는 중화민국 가오슝시의 시할구이다. 넓이는 19.3888km2이고, 인구는 2015년 8월 기준으로 195,870명이다.

## 지리
가오슝 시의 북부에 위치하고 싼민 구, 구산 구, 난쯔 구, 런우 구와 접하며 서쪽은 대만 해협에 면한다. 타이완에서 가장 큰 해군기지인 쭤잉 해군기지가 위치한다.
열대 몬순 기후로 연평균 기온은 24.7℃이고 연평균 강수량은 1800mm이다.

## 역사
쭤잉 구의 지명 유래는 두 개가 있다. 하나는 정성공이 대만에 주둔시킨 군을 전후좌우중의 5로로 나누어 그 좌로의 영이 설치된 것으로부터 좌영이라고 명명되었다는 설이고 또 하나는 청군이 대만에 설치한 대만부 좌익의 남로영업이 봉산현(현재의 쭤잉 구)에 설치된 것에서 쭤잉이라고 명명되었다는 설이다.
쭤잉은 타이완에서도 일찍부터 개발이 진행된 지역으로 정씨왕국 시대에는 천흥현 및 만년현이 설치되어 만년현의 현부가 흥륭리, 즉 현재의 쭤잉 구에 설치되어 있었다. 1683년, 청에 의한 통치가 시작된 대만에서는 봉산현이 좌영지구를 통치하게 되었다. 일본 통치 시대가 되면서 쭤잉에는 해군 기지가 설치되어 남방으로의 거점으로 여겨졌다. 1920년 타이완의 지방 제도 개편으로 사에이 장으로 개칭되었고 다카오 주 다카오 군의 관할이 되었고 1924년에는 오카야마군의 관할이 되었다. 1940년, 다카오 시에 편입된 쭤잉은 2차 대전 후에 가오슝 시 쭤잉 구로 개편되어 현재에 이르고 있다.

## 교통

### 철도
- 타이완 고속철도
- 타이완 철로관리국 종관선
- 가오슝 첩운 홍선

### 도로
- 국도 10호선
- 취화로
- 민족 1로